# Aimé Mignot
Aimé Yvan Henri Mignot (Aix-en-Provence, 9 dicembre 1932 – Villeurbanne, 26 marzo 2022) è stato un allenatore di calcio e calciatore francese, di ruolo difensore.

## Biografia
È morto in seguito a una peritonite.

## Carriera
Dopo aver esordito da professionista con l'Aix, legò la sua carriera all'Olympique Lione con cui disputò 425 incontri, indossando la fascia di capitano. Al termine della carriera, rimase nei Gones dapprima come allenatore delle riserve per poi guidare la prima squadra fino al gennaio del 1976, quando venne esonerato a causa di alcune cattive prestazioni offerte dai Gones nel corso della stagione. Nel suo palmarès conta tre edizioni della Coppa di Francia, due da calciatore e una da allenatore.
Allenò in seguito l'Angers e l'Olympique Alès, divenendo infine commissario tecnico della Nazionale femminile che nel 1997 esordì ai campionati europei.

## Palmarès

### Calciatore
- Coppa di Francia: 2

1963-1964, 1966-1967

### Allenatore
- Coppa di Francia: 1

1972-1973
- Supercoppa francese: 1

1973